# Ciocanul lui Thor (mitologie)

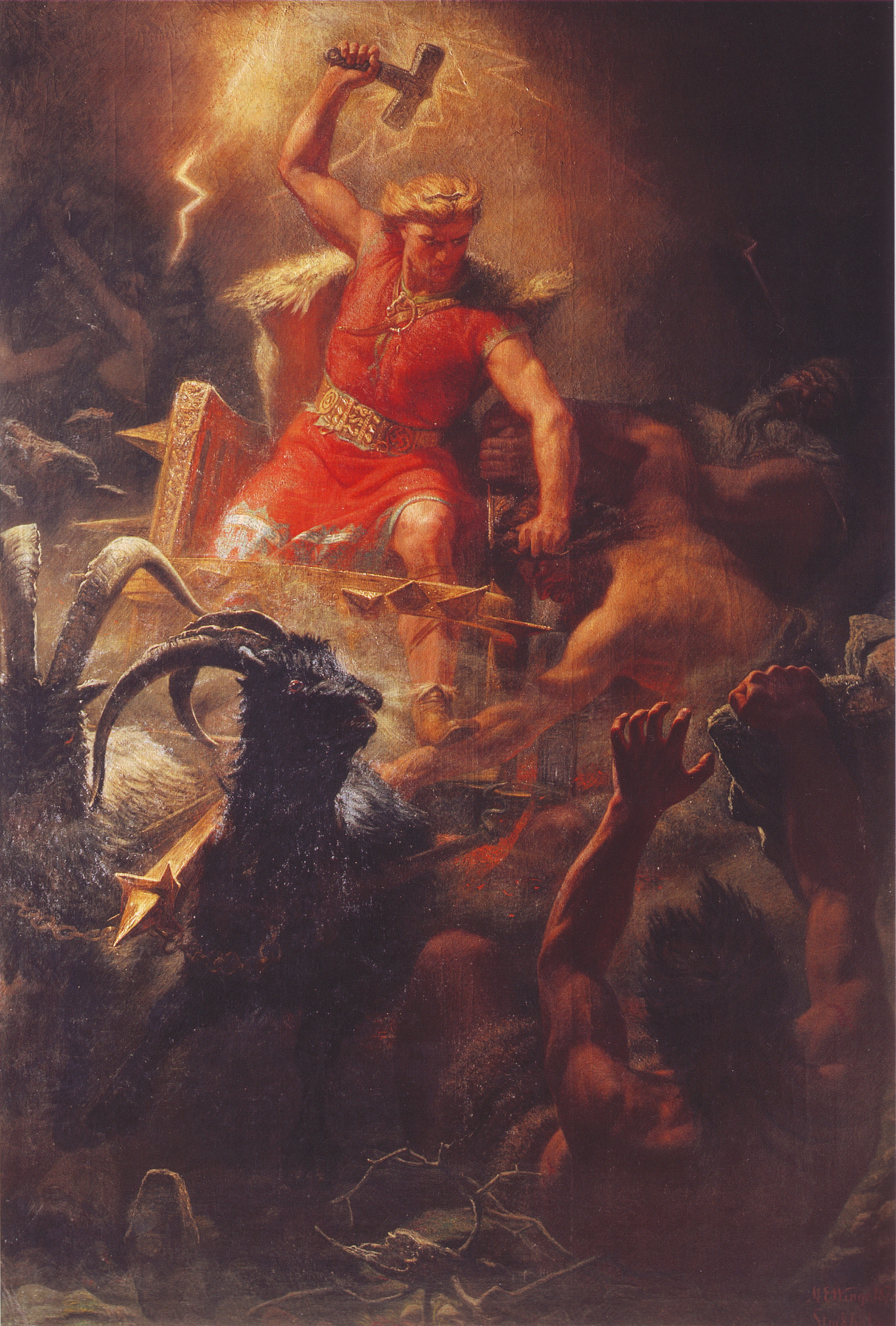

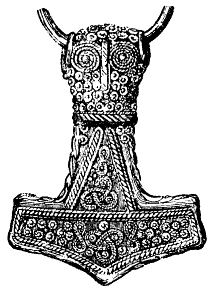

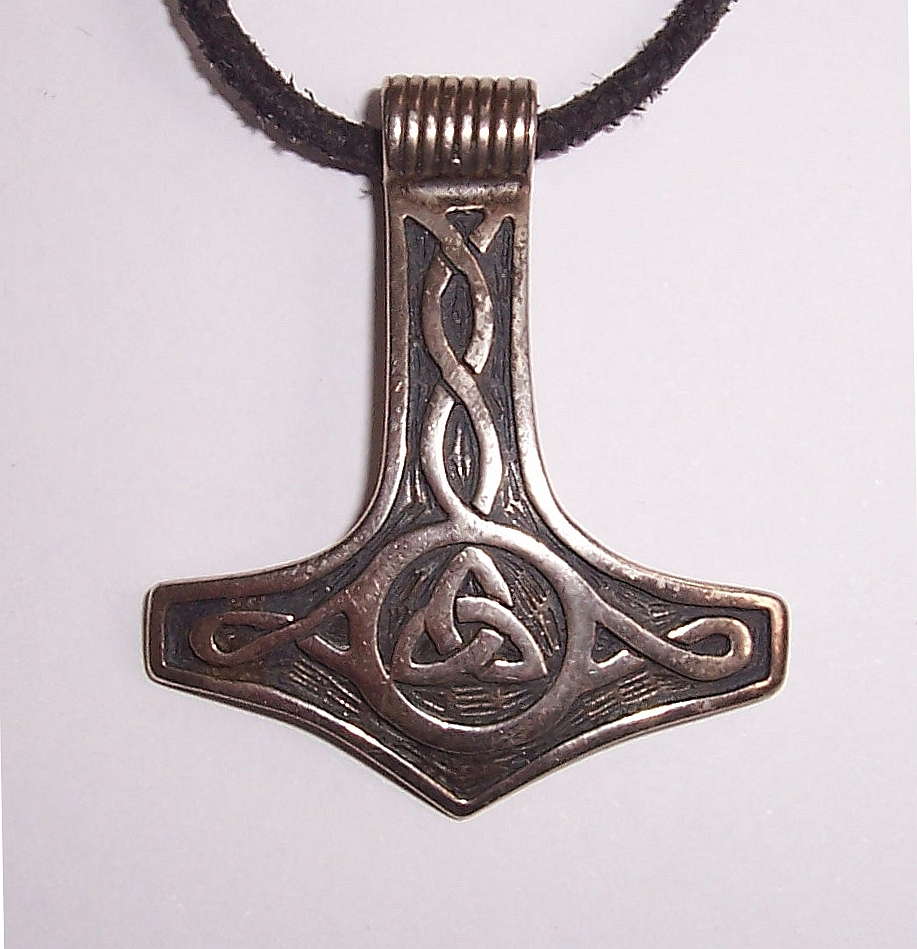
Modern Mjöllnir

Mjollnir (Mjöllnir sau Mjölner) este, în mitologia nordică, ciocanul lui Thor, zeu major asociat cu tunetele.
ciocanul este descris în mitologia nordică ca una dintre armele cele mai de temut, capabile să niveleze munții. Deși, în general, este recunoscut și descris ca un ciocan, Mjöllnir este uneori menționat și ca un topor sau ca o bâtă. În Edda, o scriere din secolul al XIII-lea, Snorri Sturluson relatează că Sindri Svartálfar și Brokkr l-au făcut la comanda lui Loki.
Amulete de forma ciocanului lui Thor erau purtate de bărbații și femeile din triburile nordice pentru protecție. Majoritatea amuletelor descoperite în nordul Europei sunt obiecte simple, fără decorațiuni. În iunie 2014, arheologul amator Torben Christjansen a descoperit în orașul Købelev din Danemarca o amuletă cu inscripții runice, prima de acest fel.